# Cratere Gemma Frisius

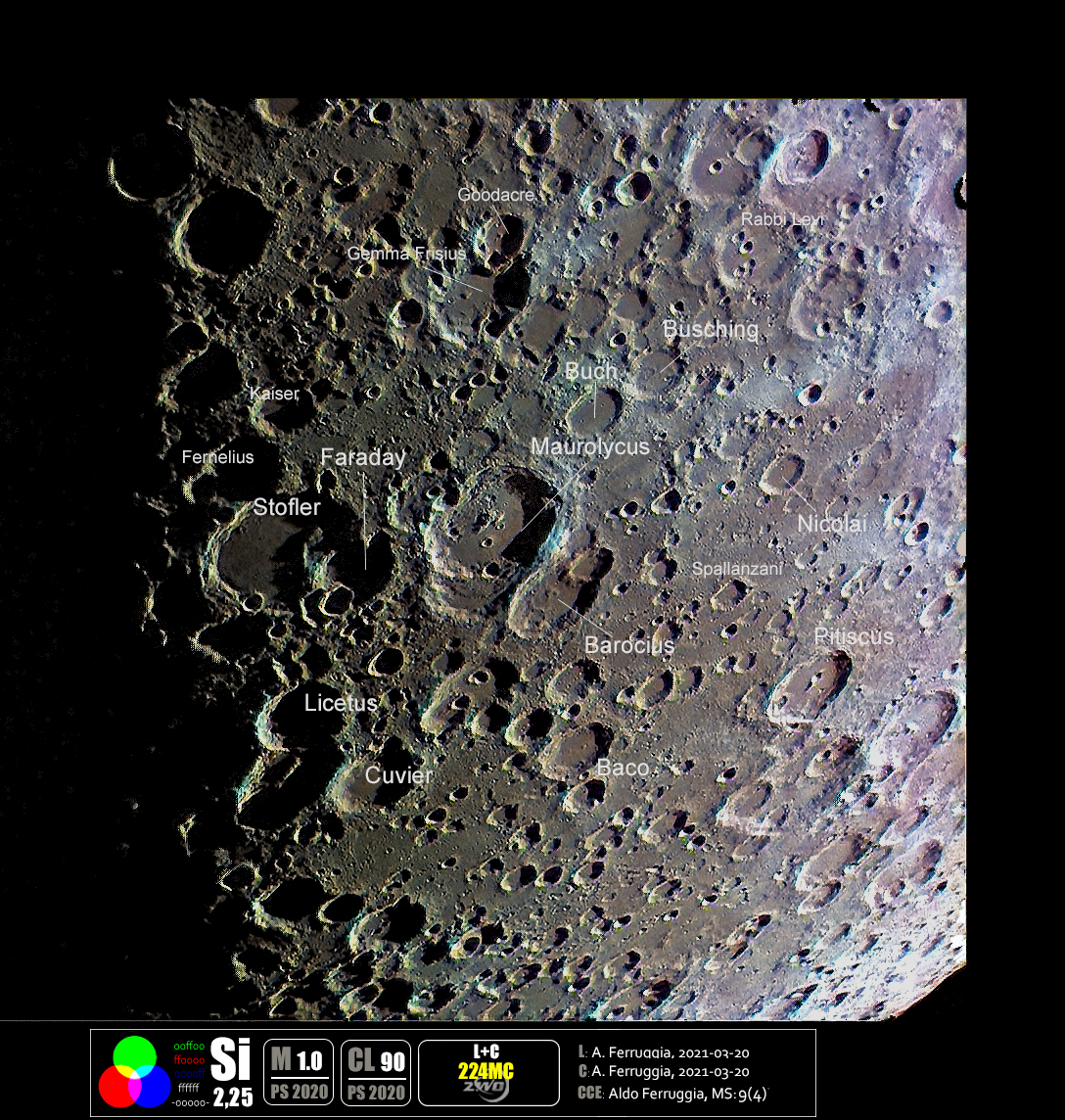
Immagine selenocromatica dell'area del cratere

Gemma Frisius è un cratere lunare di 88,54 km situato nella parte sud-orientale della faccia visibile della Luna, situato negli altopiani meridionali a nord del cratere Maurolycus e a sudest del cratere Poisson.
La parete esterna del cratere è stata fortemente erosa dagli impatti, in particolare sui lati nord e ovest. I crateri minori D, G e H sono adiacenti a questo lato danneggiato.
L'orlo sudorientale è anch'esso consumato e la parete interna si è espansa per circa un terzo della distanza sulla superficie interna. Il resto del fondo è relativamente livellato e profondo, con un picco centrale situato leggermente a nordovest rispetto al centro esatto.
Il cratere è dedicato al matematico e cartografo Gemma Frisio.

## Crateri correlati
Alcuni crateri minori situati in prossimità di Gemma Frisius sono convenzionalmente identificati, sulle mappe lunari, attraverso una lettera associata al nome.
| Gemma Frisius | Coordinate            | Diametro (in km) |
| ------------- | --------------------- | ---------------- |
| A             | 35°48′S 15°09′E       | 65,1             |
| B             | 35°34′48″S 17°13′12″E | 40,43            |
| C             | 35°42′36″S 18°44′24″E | 32,03            |
| D             | 34°21′36″S 10°54′00″E | 27,67            |
| E             | 37°18′00″S 12°43′12″E | 18,48            |
| F             | 35°51′00″S 10°17′24″E | 8,94             |
| G             | 33°21′36″S 11°26′24″E | 36,5             |
| H             | 32°22′48″S 12°10′12″E | 25,5             |
| J             | 35°06′36″S 18°03′36″E | 12,91            |
| K             | 37°30′00″S 10°55′12″E | 9,89             |
| L             | 34°49′12″S 11°48′00″E | 6,15             |
| M             | 34°20′24″S 12°27′36″E | 4,63             |
| O             | 32°33′36″S 12°48′36″E | 4,9              |
| P             | 31°48′36″S 12°46′48″E | 4,18             |
| Q             | 35°49′48″S 14°45′00″E | 9,35             |
| R             | 37°09′00″S 15°17′24″E | 4,47             |
| S             | 35°16′48″S 15°01′48″E | 4,59             |
| T             | 34°55′12″S 16°24′36″E | 7,97             |
| U             | 34°36′36″S 16°45′36″E | 8,04             |
| W             | 36°57′00″S 13°16′48″E | 14,04            |
| X             | 34°41′24″S 15°48′36″E | 14,79            |
| Y             | 37°33′36″S 13°31′48″E | 27,84            |
| Z             | 35°12′00″S 9°36′36″E  | 9,7              |